# Número 1178 de Charlie Hebdo
El número 1178 de la revista Charlie Hebdo, llamado «número de los sobrevivientes» (en francés: «numéro des survivants»), publicado el miércoles 14 de enero de 2015, es el primer número editado y distribuido con posterioridad al atentado del 7 de enero de 2015 en contra de la revista satírica.
Para esta edición, fue anunciada una tirada excepcional de tres millones de ejemplares, llegando finalmente a superar los siete millones de ejemplares (todo un récord, frente a las anteriores tiradas habituales de sesenta mil, y unas ventas semanales de aproximadamente treinta mil o treinta y cinco mil revistas).

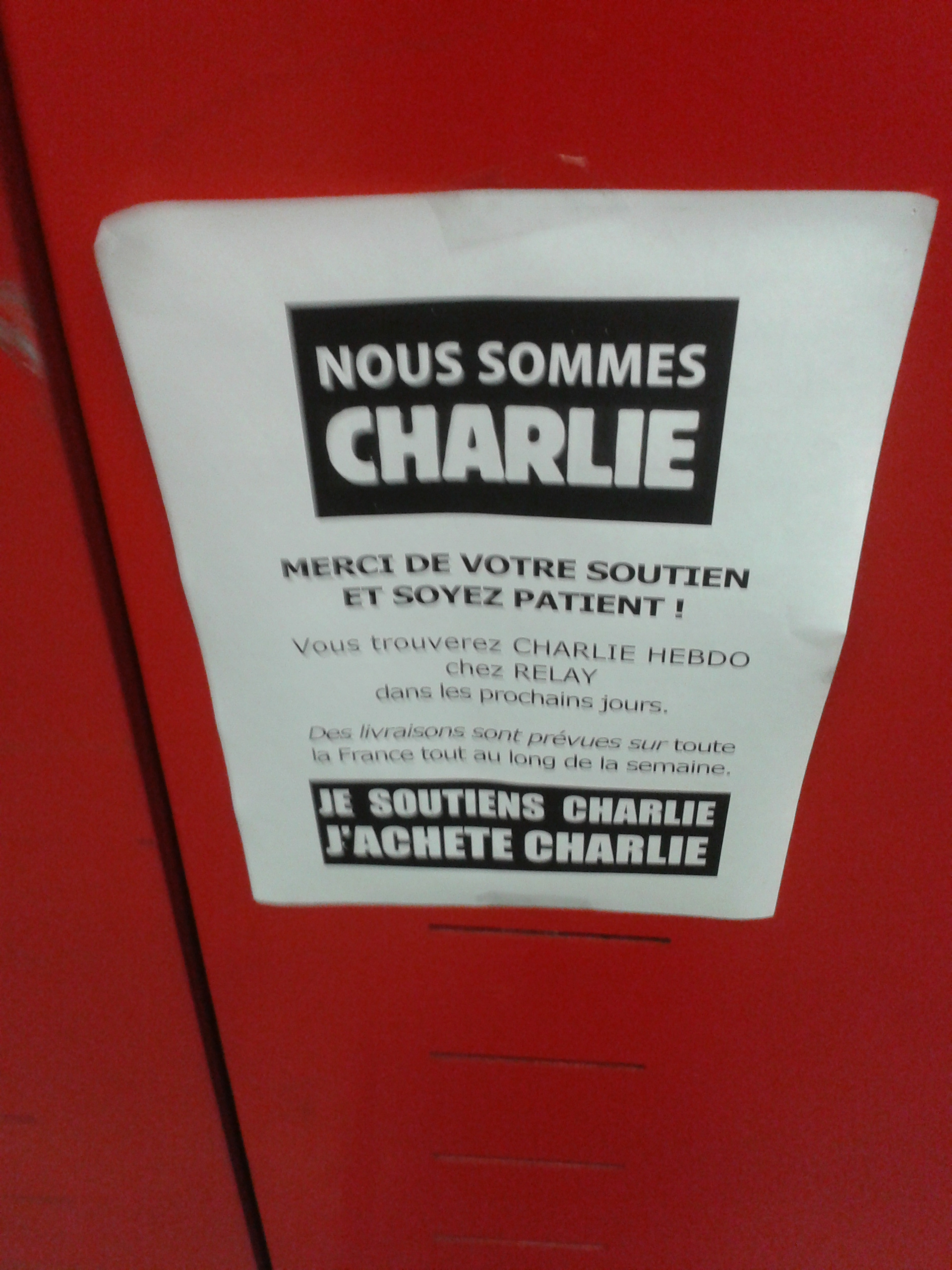
Afiche en un kiosco, anunciando que el número 1178 de Charlie Hebdo está momentáneamente agotado, aunque se esperan nuevas entregas.

En un primer momento, un millón novecientos mil ejemplares fueron impresos y vendidos los días 14 (miércoles) y 15 (jueves) de enero de 2015. La totalidad de la recaudación del primer millón de ejemplares estaba destinada a los familiares de las víctimas del atentado. Pero muy pronto estos primeros tirajes se agotaron, por lo que sucesivamente se fueron realizando otros.
La publicación de estas nuevas caricaturas ha originado numerosas e importantes manifestaciones hostiles al semanario, especialmente las que se concretaron en el mundo musulmán.

## Realización de este «número de los sobrevivientes»

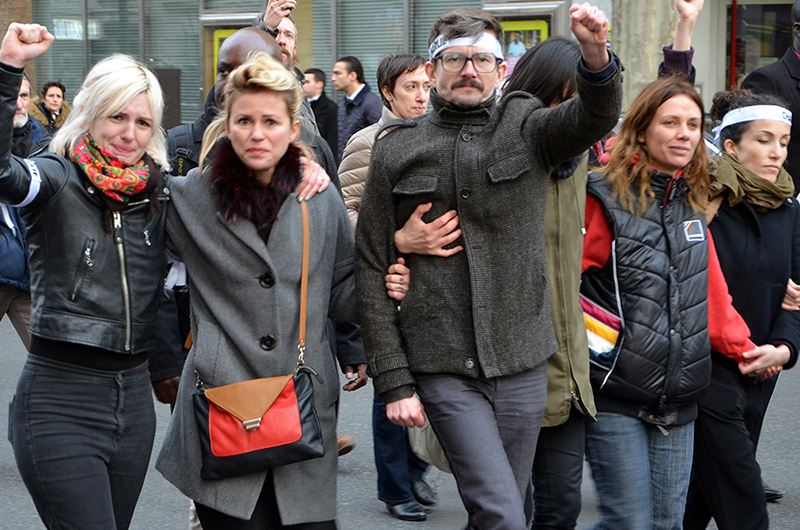
Una parte del equipo de Charlie Hebdo, entre ellos los dibujantes Luz y Coco, y la periodista Sigolène Vinson, durante las manifestación del 11 de enero de 2015 en París.

Al día siguiente del atentado contra Charlie Hebdo, sus trabajadores expresaron el deseo de sacar el próximo número de la revista en la fecha prevista del miércoles 14 de enero de 2015. La redacción fue apoyada por el diario Libération, la que puso a disposición sus locales para este emprendimiento, como igualmente lo había hecho hacia fines del 2011, después del incendio que había arrasado las anteriores oficinas del semanario. Por su parte el diario Le Monde prestó sus ordenadores para facilitar los trabajos de los redactores y dibujantes, y además, mensajes en los que se llamaba a hacer donaciones en apoyo de la empresa en dificultades, fueron difundidos tanto por France Télévisions como por Radio France.
Así, el «journal des survivants» fue anunciado por el sitio internet de Charlie Hebdo desde el día 8 de enero, señalando la voluntad de sacar adelante este nuevo número sin recurrir a personas externas. Por lo tanto, fueron principalmente los cinco dibujantes sobrevivientes quienes tuvieron a su cargo la realización de los contenidos de este número, incluyendo la elección de la portada. También se buscó preservar las rúbricas a cargo de los periodistas y caricaturistas asesinados, en cuyos emplazamientos habituales se trató de acomodar textos y dibujos inéditos que se encontraron en fase de elaboración; estos aportes inéditos no fueron corregidos, para así rendir homenaje a Mustapha Ourrad, también fallecido en el ataque, y que precisamente se encargaba de esta tarea.

## Contenido

### Cubierta

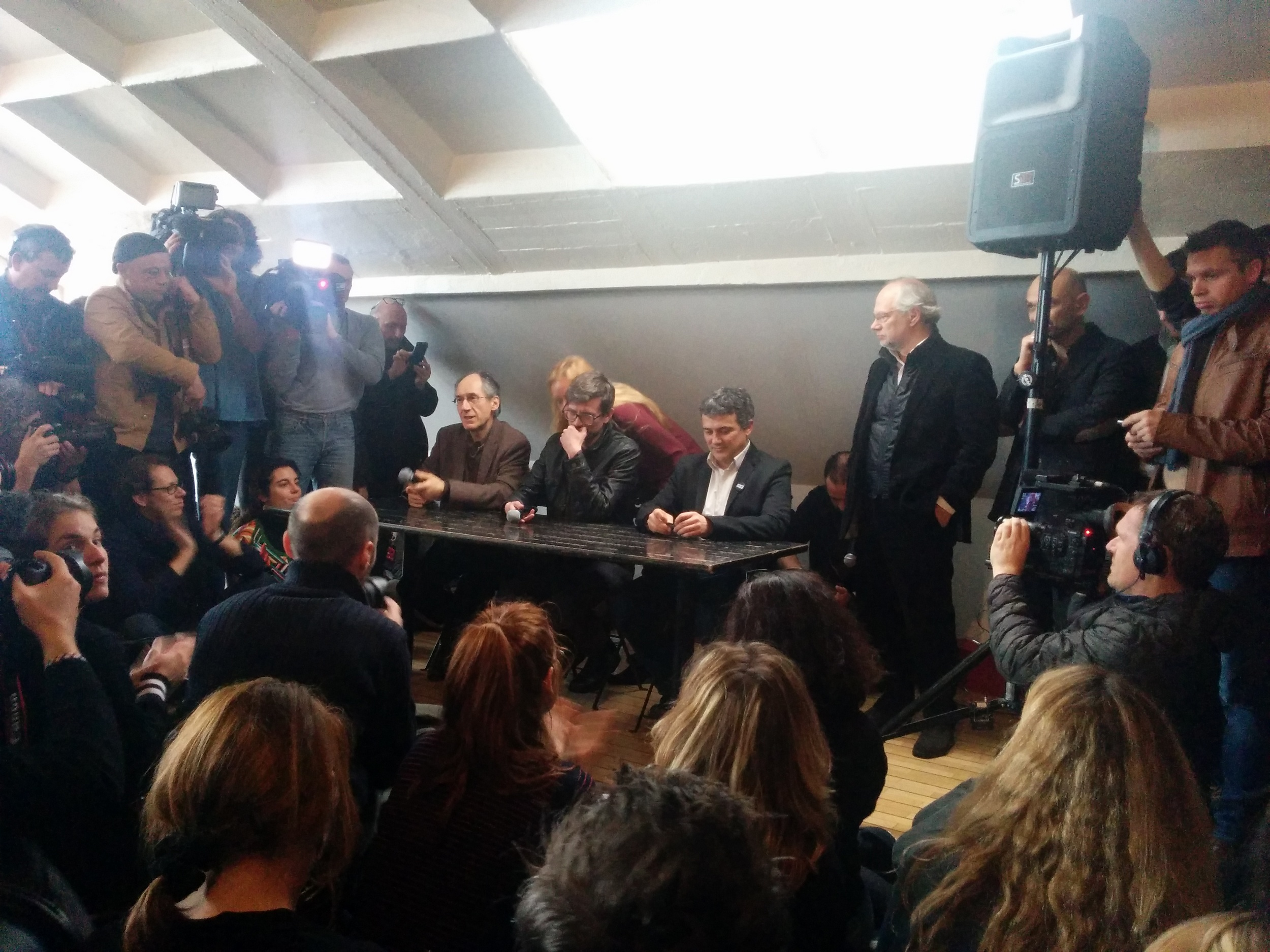
Conferencia de prensa Charlie Hebdo el 13 de enero de 2015.

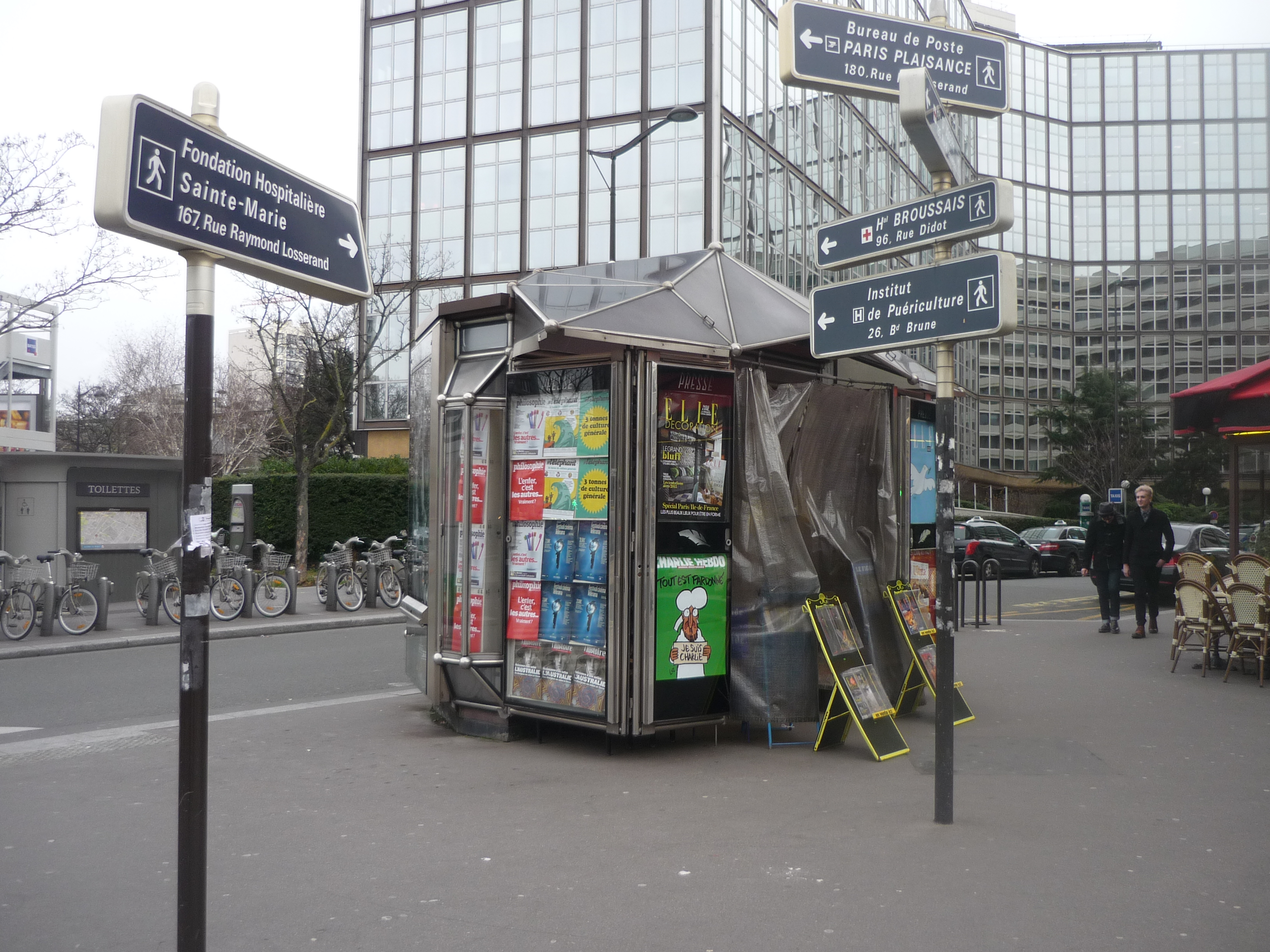
Kiosco de periódicos en París, donde se observa un afiche de propaganda de la edición número 1178 de Charlie Hebdo.

La cubierta de este número es obra del dibujante Luz (Renald Luzier) representando a Mahoma, aunque no explícitamente nombrado, pero triste, una lágrima en el ojo izquierdo y mostrando un cartel «Je suis Charlie». Al pie de la imagen se indica: «Tout est pardonné» (en español: « Todo está perdonado»). El fondo es de color verde suave.
Interrogado sobre la significación de esta ilustración durante la conferencia de prensa del 13 de enero de 2015, Renald Luzier declaró: 

C'est un message de quoi ? C'est un message de Charlie, démerdez-vous avec.
Traducción al español: ¿ De qué trata el mensaje ? ¿ Qué tipo de mensaje es ? Es un mensaje de Charlie… arréglenselas como puedan (con la interpretación).

La elección de la portada de la edición especial que aquí comentamos, en realidad hace referencia a la dibujada por Renald Luzier en el año 2011 para la particular edición de Charlie Hebdo conocida como Charia Hebdo. Este dibujo presenta una caricatura de Mahoma concebida como consecuencia del incendio criminal de las anteriores oficinas de Charlie Hebdo. La idea final de usar esta portada para el número 1178 solamente surgió a último momento y luego de numerosos ensayos y propuestas que no lograban conformar a todos. Especialmente se rechazaba la idea de allí incluir representaciones de los terroristas. Pero finalmente, la emoción despertada por el dibujo de Luz, recogió la unanimidad del equipo presente, al grito de aprobación de « Allahu akbar» (utilizado en homenaje a Charb, quien solía aplicarlo con alguna frecuencia a modo de broma o chanza). Esta decisión en más de un sentido importante, fue adoptada el lunes 12 de enero de 2015, hacia la hora 21:30.

### Páginas interiores
Las páginas interiores de esta edición, están ilustradas con dibujos inéditos de Cabu, Wolinski, Charb, Tignous, y Honoré. Además, contienen crónicas inéditas de Bernard Maris y Elsa Cayat, así como dibujos de Riss, quien sigue hospitalizado por una herida en la espalda derecha, pero que ha insistido en también aportar sus ideas para este número emblemático del semanario.
Las otras contribuciones a esta publicación especial, son de los colaboradores habituales que no resultaron alcanzados por la acción terrorista, entre ellos Catherine Meurisse, quien en una corta tira cómica de siete cuadros titulada « Une séance avec Elsa Cayat, la psy de Charlie» (en español: « Una consulta con Elsa Cayat, la psic de Charlie»), rinde homenaje a la psicoanalista colaboradora del semanario, que resultó fallecida durante el atentado.
Vale la pena profundizar en este aporte de Catherine Meurisse, cuyo primer cuadro representa a Elsa Cayat tomando notas mientras escucha a un hombre con pasamontañas quien está acostado sobre un diván, y quien comienza diciendo:

J'ai rêvé que je tuais 'Charlie Hebdo'.
Traducción al español: Soñé que mataba a 'Charlie Hebdo'.

Otras contribuciones a destacar son las de Sylvie Coma (quien escribió una evocación sobre la muerte de Reiser) y la de Zineb El Rhazoui.
Esta edición especial de Charlie Hebdo asimismo abrió sus columnas a la periodista del diario Libération cuyo nombre es Solène Chalvon (quien aportó una visión del atentado desde el mundo musulmán), así como al dibujante David Ziggy Greene.

## Distribución en Francia

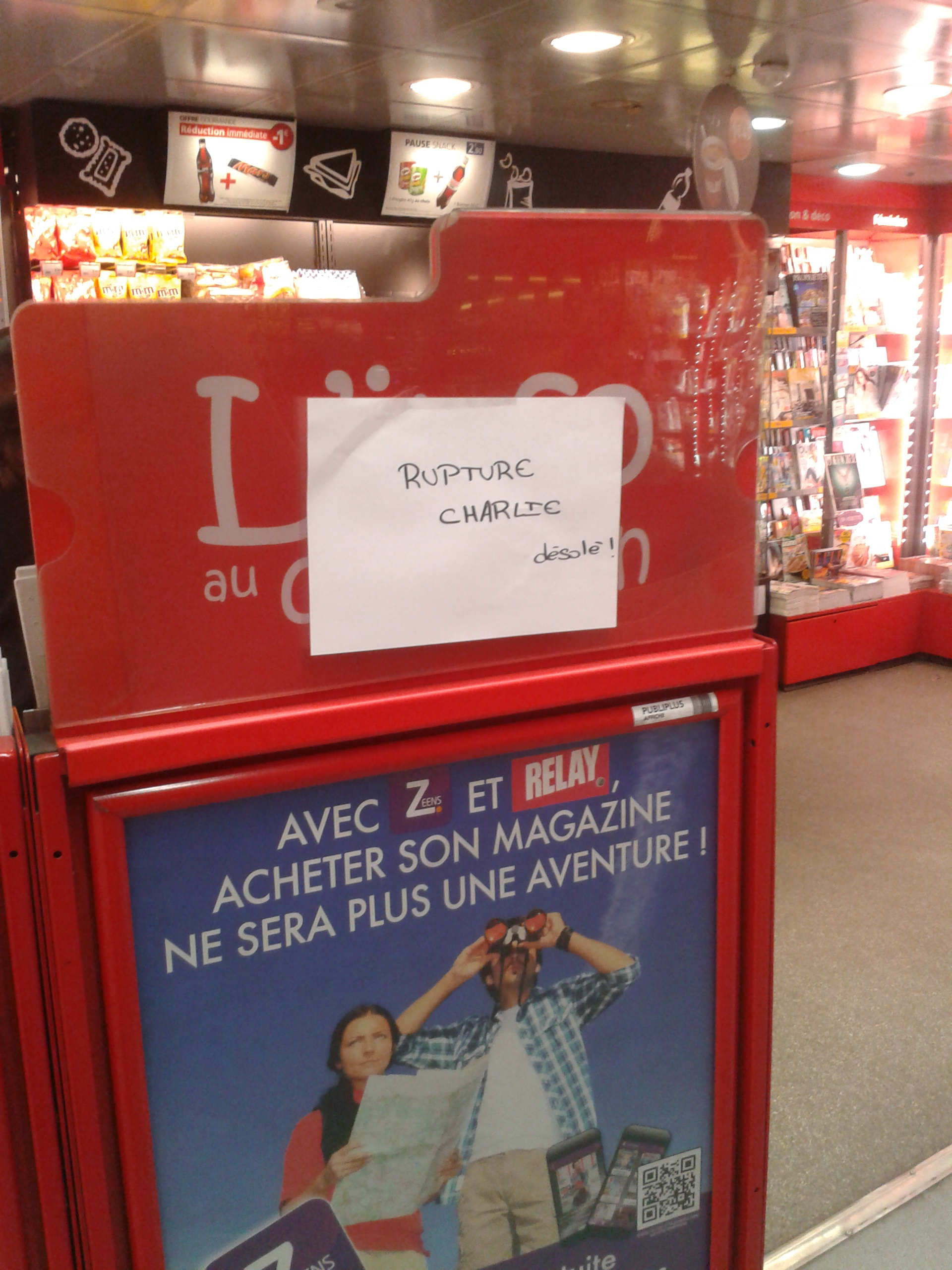
Anuncio informal en un kiosco de una estación del RER parisino, donde se señala que el número 1178 de Charlie Hebdo está agotado.

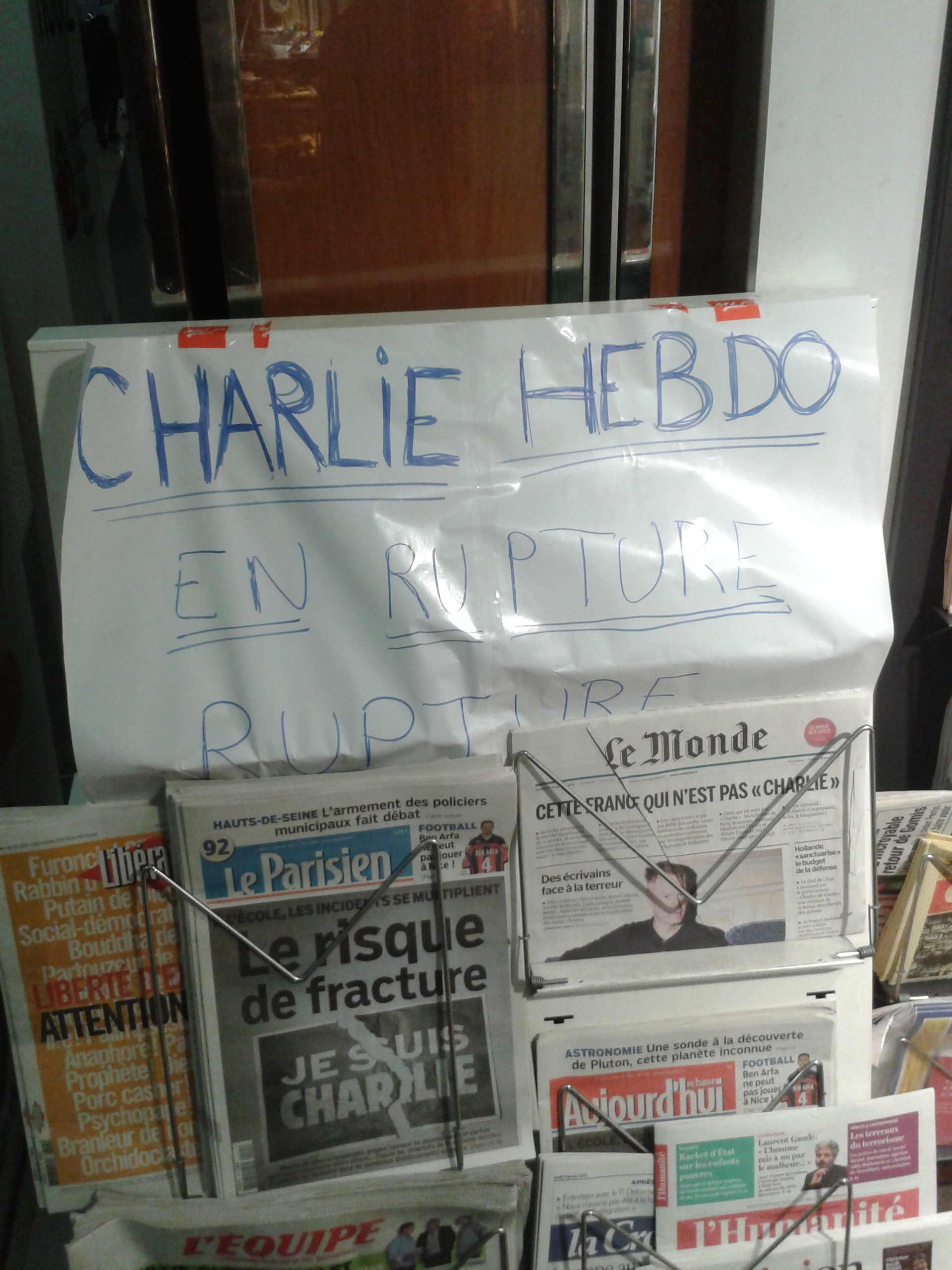
Anuncio informal en un kiosco de periódicos, donde se indica que el número 1178 de Charlie Hebdo está en ruptura de stock.

La distribución de la publicación en francés quedó a cargo de la empresa cooperativa Messageries Lyonnaises de Presse (MLP), con sede en Saint-Quentin-Fallavier (región de Ródano-Alpes), la que brindó gratuitamente sus servicios para el primer millón de ejemplares.
Después de la ruptura de stocks acontecida poco después del inicio de las ventas el propio día 14 de enero de 2015, se contempló la posibilidad que Charlie Hebdo pudiera ser reeditado hasta los cinco millones de ejemplares, prolongando la distribución en una semana adicional, lo que llevó a este tiraje, ya entonces, a un récord absoluto para el caso de la prensa francesa de información.
Y la distribución del semanario se orientó también a hacerse efectiva en más de veinte países.
A apenas algunas horas del comienzo de la distribución de este número, vendido a su precio habitual de 3 euros, hubo personas que ofrecieron en venta sus ejemplares en Internet, a precios que en ciertos casos alcanzaron miles de euros. Y el día 15 de enero de 2015, reaprovisionados los puntos de venta con nuevos ejemplares, muy rápidamente se alcanzó una nueva ruptura de los stocks.
El número 1178 de Charlie Hebdo del 14 de enero de 2015 tuvo pues una demanda extremadamente grande ya en las primeras horas de puesto a la venta, lo que pronto lo llevó a agotar completamente el stock, por lo que se decidió ampliar el tiraje primero a cinco millones y luego a siete millones.
Un millón novecientos mil ejemplares fueron impresos y vendidos los días 14 y 15 de enero de 2015, y la totalidad de los ingresos obtenidos por la venta del primer millón (o sea, tres millones de euros), fueron vertidos para ayudar a las familias de las víctimas.
El 23 de enero de 2015, la empresa 'Messageries Lyonnaises de Presse' anunció que ya habían conseguido distribuir 7 millones de ejemplares, y que 300.000 suplementarios estaban siendo impresos, y serían puestos en venta a partir del lunes 26 de enero, a través de los distribuidores de periódicos que hicieran la solicitud (hasta entonces, los 27.000 puestos de venta en Francia eran reaprovisionados diariamente).

## Distribución en otros países
La distribución hacia el exterior fue encarada desde el principio, o sea, desde los tirajes de los primeros días, en primera instancia pensando en trescientos mil ejemplares con este destino, y muy superior a los cuatro mil que eran habituales antes del atentado.
Así, el semanario se hizo presente en más de veinte países, también con ediciones digitales en francés, inglés, español y árabe. Además, gracias a acuerdos comerciales establecidos antes del atentado, ediciones impresas en turco y en italiano también se encontraron disponibles. Y el 23 de enero de 2015, la distribución para la exportación alcanzó los setecientos mil ejemplares.
Pero por cierto, en algunos países se presentaron problemas.
El 24 de enero de 2015, la principal cadena israelita de librerías Steimatzky anuló una venta especial en formato revista, después de la advertencia por parte del diputado árabe-israelí Messaoud Génaïm sobre posibles « graves consecuencias».

## Distribución en versión digital
Este ejemplar número 1178 también está disponible en versión digital por el mismo precio que el ejemplar impreso, en las plataformas Android, iOS, y Windows, en cuatro idiomas (francés, inglés, árabe, y español).
Esta versión digital fue producida con la cooperación del equipo de Le Monde.fr (encargado de los aspectos técnicos), así como de Reporteros Sin Fronteras (que aseguró las traducciones en inglés y español) y de la revista Courrier International (que por su parte se encargó de las traducciones al árabe).

## Ingresos y beneficios obtenidos por la venta de los distintos tirajes de este número
Al 25 de enero de 2015 y con más de 7 millones de ejemplares vendidos a 3 euros cada uno, el ingreso efectivo para Charlie Hebdo sería de algo más de 10 millones de euros. Y según compromisos ya adquiridos en forma pública, una parte de ese dinero debería ir a las familias de las víctimas.
A lo señalado deberá agregarse unos 2 millones de euros en donativos como consecuencia de la campaña en este sentido lanzada inmediatamente después del atentado. El Ministerio de Cultura de Francia, por su lado, asimismo había prometido aportar un millón de euros, con lo que estas tres fuentes sumadas permitirían reunir algo más de 13 millones de euros. Pero por otra parte, el número de abonos al semanario se multiplicó por 17 durante la semana que siguió al atentado, y sin duda esto también contribuirá a apoyar las finanzas del semanario.

## Replicación de la portada de este número en los medios
La circulación de esta edición de Charlie Hebdo despertó curiosidad y benevolencia en los medios de comunicación de Francia, los que con gran soltura retomaron informaciones sobre la misma y en particular su portada. Así por ejemplo, los cotidianos Libération y Le Monde retomaron a su manera en sus respectivas portadas, la ilustración de la primera página de este número especial de Charlie Hebdo.
En los Estados Unidos y en el Reino Unido no se procedió de la misma manera. En efecto, los principales medios de esos países, tal vez por autocensura, optaron por describir la portada de Charlie Hebdo pero sin la reproducir, o a lo sumo, incluyendo una imagen muy pequeña.

## Manifestaciones hostiles a la publicación de este número
En varios países de mayoría musulmana, la difusión y/o presentación del semanario Charlie Hebdo fue prohibida dentro de fronteras, e implicó la ocurrencia de expresiones y manifestaciones hostiles respecto de Charlie Hebdo y de Francia:
- En Egipto, el imán de la mezquita Al-Azhar (considerado usualmente como «vocero» del gobierno egipcio ya que es directamente nombrado por el jefe del Estado), llamó a los musulmanes a ignorar los [nuevos] dibujos de esta edición 1178.[43] Y por su parte, el presidente egipcio Abdelfatah Al-Sisi firmó un decreto prohibiendo todas las publicaciones extranjeras ofensivas a la religión musulmana.[44]

- En Pakistán, la Asamblea Nacional votó por unanimidad una moción condenando a Charlie Hebdo por su dibujo de Mahoma (en cubierta al número siguiente a los atentados),[45] y varios partidos islamistas (entre ellos Jamaat-e-Islami), llamaron a manifestar en contra de las caricaturas de Charlie Hebdo;[46] y el 15 de enero de 2015, miles de personas participaron de una marcha en Lahore, y al día siguiente, otros manifestaron también en Islamabad, Peshawar, Multan, y Karachi, con el resultado de tres heridos, entre ellos un policía y un fotógrafo de AFP alcanzado por una bala en un pulmón.[47][48]

- En Zinder (Níger), el 16 de enero de 2015, manifestantes incendiaron la biblioteca del Centro Cultural Franco-nigeriano, y la sede del Parti Nigérien pour la Démocratie et le Socialisme (PNDS), así como tres iglesias cristianas.[49][50] Los actos violentos generaron cuarenta y cinco heridos y cinco muertos, entre estos últimos un gendarme.[51][52] Y al día siguiente, otra manifestación violenta tuvo lugar en Niamey.[53] Según datos proporcionados por la policía nigerina, cuarenta y cinco iglesias, cinco hoteles, treinta y seis locales expedidores de café y bebidas, un orfanato, y una escuela cristiana, fueron saqueados y luego incendiados, y en total hubo ciento veintiocho heridos así como cuatro muertos en iglesias y bares.[51][54][55][56]

- En Senegal, más de mil personas manifestaron en Dakar, y quemaron una bandera de Francia frente a la embajada.[57]

- En Argelia, miles de personas se manifestaron en Argel, respondiendo al llamado de Abdelfattah Hamadache Zeraoui,[58] dirigente del 'Front de l'Éveil islamique salafiste', y de 'El Hachemi Sahnoun', y también dirigente del ex-Front islamique du salut,[59] cuyo eslogan es: «Je suis Mohamed».[60]

- Otras manifestaciones también tuvieron lugar en Bamako (Mali), en Nuakchot (Mauritania), y en Túnez,[61][62][63] en Jartum, (Sudán), en Amán, (Jordania, donde marcharon dos mil quinientas personas y entre ellos integrantes de la Hermandad Musulmana), y en Estambul (donde varias centenas de personas se juntaron frente a la mezquita del distrito de Fatih, para honrar la memoria de los hermanos Kouachi).[46][64]

- En Turquía, el periódico kemalista Cumhuriyet, que había reproducido caricaturas de Charlie, se ve involucrado en un proceso judicial.[65]

- En Jerusalén Este, varios centenares de manifestantes palestinos se reunieron protestando en el Monte del Templo, y gritando: « Français, bande de lâches»[66] (en español: « Franceses, banda de cobardes»).

- En Gaza, el muro de seguridad del centro cultural francés fue grafiteado  : « Vous irez en enfer, journalistes français»; « Tout, mais pas le prophète» (en español: Iréis al infierno, periodistas franceses»; « Todo, pero no el profeta»).[67] Además, el 19 de enero de 2015, alrededor de doscientas personas manifestaron con carteles que mostraban las imágenes de los hermanos Kouachi y de Amedy Coulibaly, así como portaban estandartes y banderas de los salafistas djihadistes, vociferando consignas frente al centro cultural francés: «Français, dégagez de Gaza ou nous vous égorgerons» (en español: « Franceses, váyanse de Gaza o los degollaremos»). Cuando el grupo amenazó atacar el recinto, la policía de Hamás intervino, arrestando a varias decenas de personas.[68] También el 19 de enero, el corresponsal de Le Figaro reportó que « el consulado general de Francia en Jerusalem recomendó a las ONG que empleaban expatriados franceses en la Franja de Gaza, de evacuarlos sin demora».[69]

- En Grozny (Chechenia), de ochocientos mil a un millón de personas, manifestaron el 19 de enero de 2015 (según las autoridades locales y el gobierno federal).[70]

- En Teherán (Irán), dos mil personas manifestaron frente a la embajada de Francia, a los gritos de: «Mort à la France», «Mort à Israël», «Nous aimons le prophète» (en español: «Muerte a Francia», «Muerte a Israel», «Amamos al profeta»).[70]

- En Jalalabad (Afghanistán), el 19 de enero de 2015, quinientas personas manifestaron, y algunas banderas francesas fueron quemadas.[70]

## Otras reacciones
En relación con toda la situación creada en torno al ataque violento al semanario Charlie Hebdo, el papa Francisco afirmó claramente en varias oportunidades, que la libertad de expresión es un derecho fundamental, pero que no se debe insultar ni faltar respeto a las creencias de los otros.
Y para ejemplificar sus dichos, el pontífice enfatizó: « Si mi buen amigo, el doctor Gasparri, dice una mala palabra sobre mi madre, puede esperar en respuesta un puñetazo. Es normal. Es normal. No se debe provocar. No se puede insultar la fe ajena. Uno no se puede burlar de la fe de los demás».
Tras la masacre en la redacción parisina de la publicación y el posterior ataque a un supermercado kosher, mucha gente en el mundo ha defendido el derecho de la revista satírica Charlie Hebdo a publicar caricaturas provocadoras del profeta Mahoma. Ataques lamentables los señalados que dejaron 17 muertos, y entre ellos doce personas asesinadas en la redacción de Charlie o sus inmediaciones, y otros cinco asesinatos perpetrados por el terrorista y secuestrador Amedy Coulibaly.
Sin embargo, si bien el Vaticano y cuatro influyentes imanes franceses, en una declaración conjunta, denunciaron estos ataques, a la vez también exhortaron a los medios de comunicación a tratar a las religiones con respeto, y sin burlas exageradas.
El papa argentino admitió que sobre todo temía por los fieles, y que al respecto había hablado con los agentes de seguridad vaticanos, para tomar “medidas prudentes y seguras”.
Pero estas exhortaciones a la prudencia y a la autocensura respetuosa, no fueron compartidas por todos.
Por ejemplo, en oportunidad de las exequias de Tignous (uno de los dibujantes asesinados durante el ataque a la sede de Charlie Hebdo), las que se realizaron en Montreuil (Seine-Saint-Denis), la ministra de justicia de Francia, Christiane Taubira, afirmó el 15 de enero de 2015:

« On peut tout dessiner, y compris un prophète parce qu'en France, pays de Voltaire et de l'irrévérence, on a le droit de se moquer de toutes les religions. »
Traducción al español: « Todo se puede dibujar, incluso un profeta, porque en Francia, país de Voltaire y de la irreverencia, se tiene el derecho de burlarse de todas las religiones. »